# Овсяк Володимир Казимирович
Володимир Казимирович Овсяк (3 січня 1953) — український науковець, д. т. н., професор кафедри автоматизації та комп'ютерних технологій Української академії друкарства.

Овсяк Володимир Казимирович доктор технічних наук, професор Української академії друкарства, академік.Коло наукових інтересів — інтенсифікація технологічних процесів в поліграфії, моделювання та оптимізація процесів. Теорія секвенційних алгоритмів і проектування комп'ютерних систем. Принципи побудови комп'ютерної бібліотеки абстрактних алгоритмів.

## Біографія
Закінчив Львівський політехнічний інститут за спеціальністю «Електронні обчислювальні машини».
Захистив дисертацію на здобуття ступеня доктора технічних наук за спеціальністю 05.13.02 — математичне моделювання в наукових дослідженнях на тему «Методи підвищення ефективності математичного моделювання алгоритмів інформаційно-технологічних систем».
По сьогоднішній день — професор кафедри автоматизації та комп'ютерних технологій Української академії друкарства. Коло інтересів—алгебра алгоритмів,моделювання технологічних процесів в поліграфії.Теорія секвенційних алгоритмів і проектування комп'ютерних систем.

## Творчий доробок
Член редколегії часописів «Комп'ютерні технології друкарства»
Під його керівництвом та за консультацією захистили дисертаційні роботи на здобуття наукового ступеня кандидата технічних наук Возна М. А.,Бритковський В. М., Василюк А. С.

## Наукові статті
- Овсяк Володимир Казимирович. Методи підвищення ефективності математичного моделюванняалгоритмів інформаційно-технологічних систем: Дис… д-ра техн. наук: 05.13.02 / Українська академія друкарства. —Львів, 1996. — 229л.
- Овсяк В. Засоби еквівалентних перетворень алгоритмів / Овсяк В. // Доповіді національної академії наук України. — 1996. — № 9. — C.83-89.
- Овсяк В. Принцип побудови підсистеми редагування формул абстрактних алгоритмів / В. Овсяк, А. Василюк // Комп'ютерні технології друкарства: Збірник наукових праць.- Львів: УАД, 2004. — № 12. — С. 137—145.
- Owsiak W., Owsiak A., Owsiak J. Teoria algorytmów abstrakcyjnych i modelowanie matematyczne systemów informacyjnych / Owsiak W., Owsiak A., Owsiak J. — Opole: Politechnika Opolska, 2005. — 275 s.
- Овсяк В. Принципи побудови комп'ютерної бібліотеки абстрактних алгоритмів Коба / В. Овсяк, А. Василюк, О. Яремчишин // Комп'ютерні технології друкарства: Збірник наукових праць.- Львів: УАД, 2006. — № 15. — С.85 — 95.
- Ovsyak V. Automation of the Process of Search of the Algorithms’ Formulae in the Library «КоБА» / V. Ovsyak, A. Vasyluk, O. Yaremchyshyn // Proc. of the IX-th intern. Conference «The experience of designing and application of CAD systems in microelectronics (CADSM'2007)». -Lviv-Polyana: Lviv Polytechnic National University, 2007. — P. 418—420.

## Основні праці
- Овсяк В., Возна М. Синтез, оптимізація і дослідження математичних моделей алгоритмів керування електроприводом друкарської машини // Вісник Державного університету «Львівська політехніка». — № 364. -Прикладна математика. — Львів, 1999. — С. 105 — 110.
- Возна М. А., Волощак І. А., Овсяк В. К. Мікропроцесорна система керування електроприводом друкарської машини // Поліграфія і видавнича справа: Наук.-тех. збірник. — Львів: Вища школа, 1998. — № 34. — С. 200 — 205.
- Возна М., Овсяк В. Аналіз і синтез алгоритмів систем керування електроприводом друкарських машин // Палітра друку. — 1999. — № 6. — С. 31 — 32.
- Возна М. А., Овсяк В. К. Математична модель алгоритму автоматичного гальмування електропривода друкарської машини // Тези доповіді конференції «Автоматика-97». — Черкаси: ЧІТІ, 1997. — Т. 3. — С. 15.
- Проектування комп'ютерних систем. Проектування мікропроцесорних систем: Методичні вказівки до виконання лабораторних робіт з дослідження цифрової системи керування електропривода друкарської машини / І. А. Волощак, В. К. Овсяк, Я. С. Маруняк, М. А. Назаркевич. — Львів, 1999. — 37 с.
- Бритковський В. М., Овсяк В. К., Огірко О. І. Редактор формул алгоритмів і аналіз синтаксису і семантики алгебри алгоритмів-секвенцій. /Матеріали 7 всеукраїнської наукової конференції «Сучасні проблеми прикладної математики та інформатики». Львів: НУ ім. І. Франка,2000. -С. 17-18
- Овсяк В. К., Бритковський В. М., Овсяк О. В., Овсяк Ю. В. Теорія секвенційних алгоритмів і проектування комп'ютерних систем: Навчальний посібник. —Львів: УАД, 2001. —141 с.

Навчальний посібник з навчальних дисциплін «Проектування комп'ютерних систем», «Основи систем проектувальних робіт» для студентів спрямування автоматизація і комп'ютерно інтегровані технології.
1. ↑  Сайт Української академії друкарства. Професорсько-викладацький склад. Прочитано 08.06.2020